# Glaphyropyga setosifemur
Glaphyropyga setosifemur là một loài ruồi trong họ Asilidae. Glaphyropyga setosifemur được Enderlein miêu tả năm 1914. Loài này phân bố ở vùng Tân nhiệt đới.